# Сукхе
Сукхе (кор. 숙회) — це варіація страви хе з бланшованих овочів, морепродуктів або субпродуктів. Сукхе зазвичай занурюють у ходжанг — суміш, виготовлену з кочхуджанга та оцту.

## Історія
Ряд сукхе перераховано в кулінарній книзі 17 століття « Джубангмун».

## Галерея

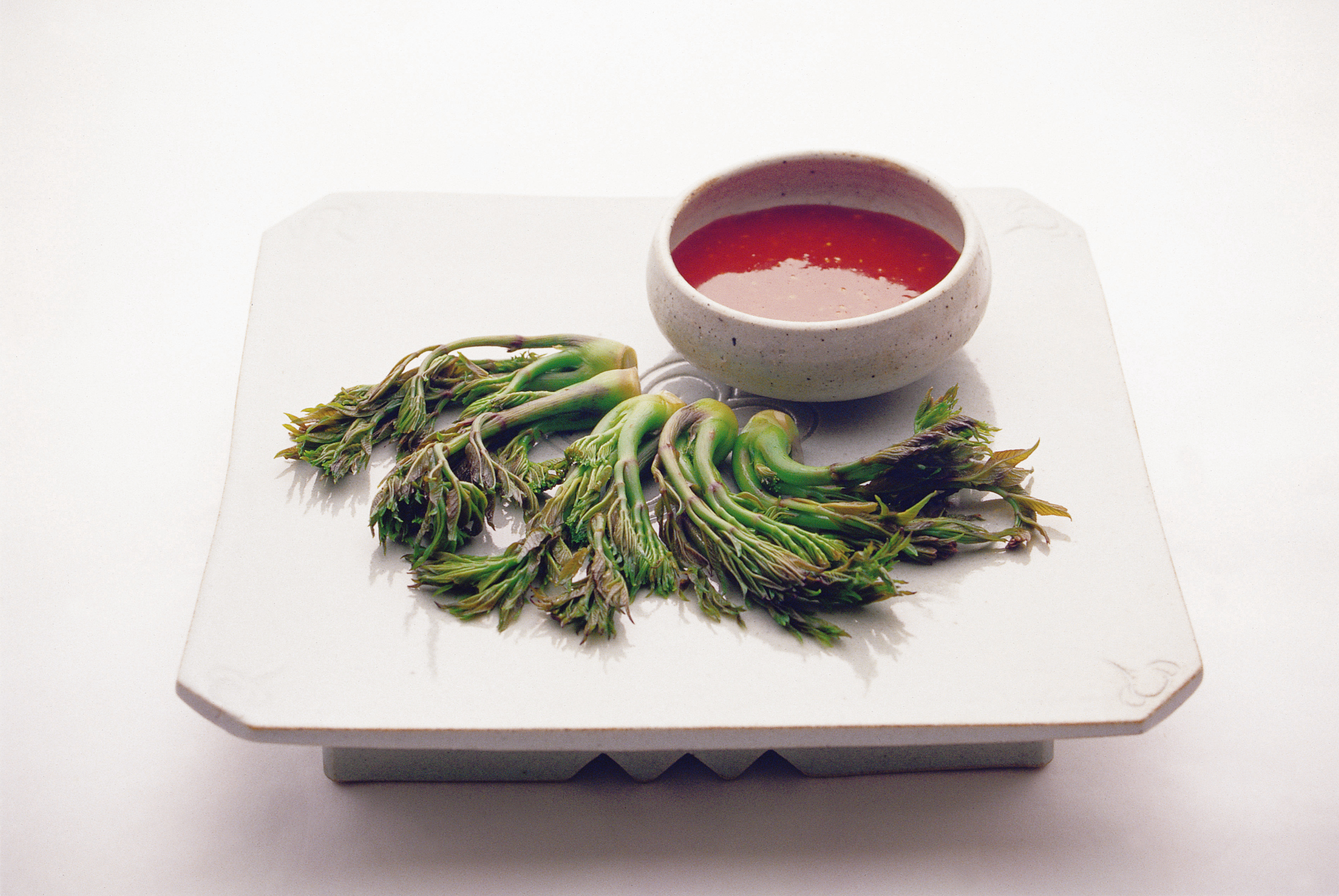
Бланшировані пагони аралії високої подається з соусом ходжангом
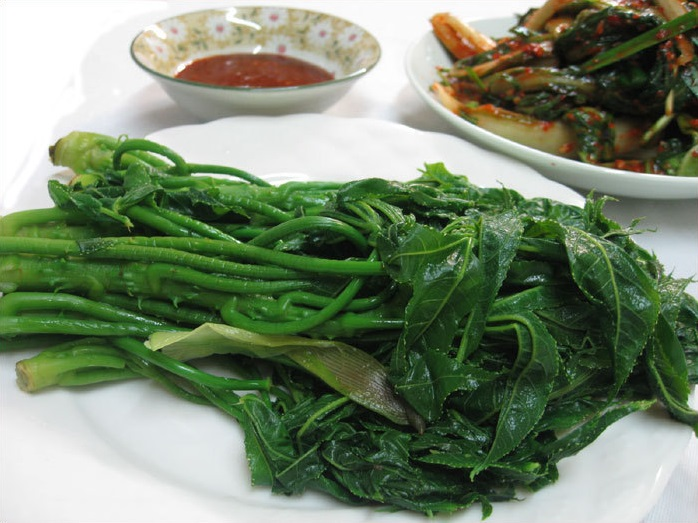
Погони еумнаму
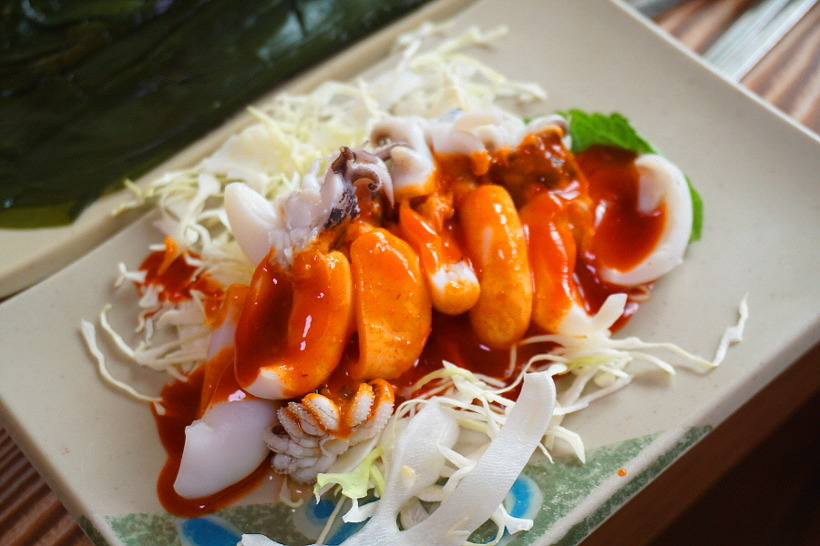
Ханчі-сукхе (кальмарований кальмар Uroteuthis chinensis)
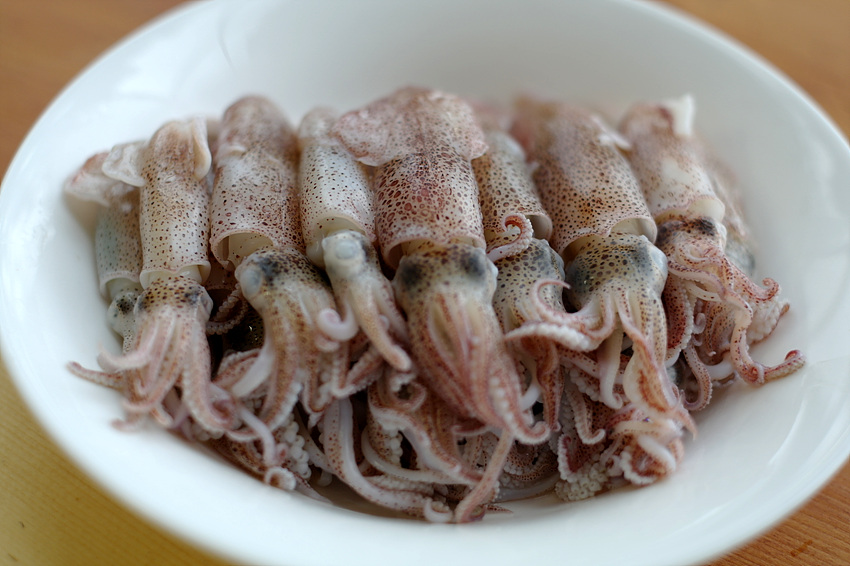
Хораегі-сукхе (кальмарований кальмар Loliolus)
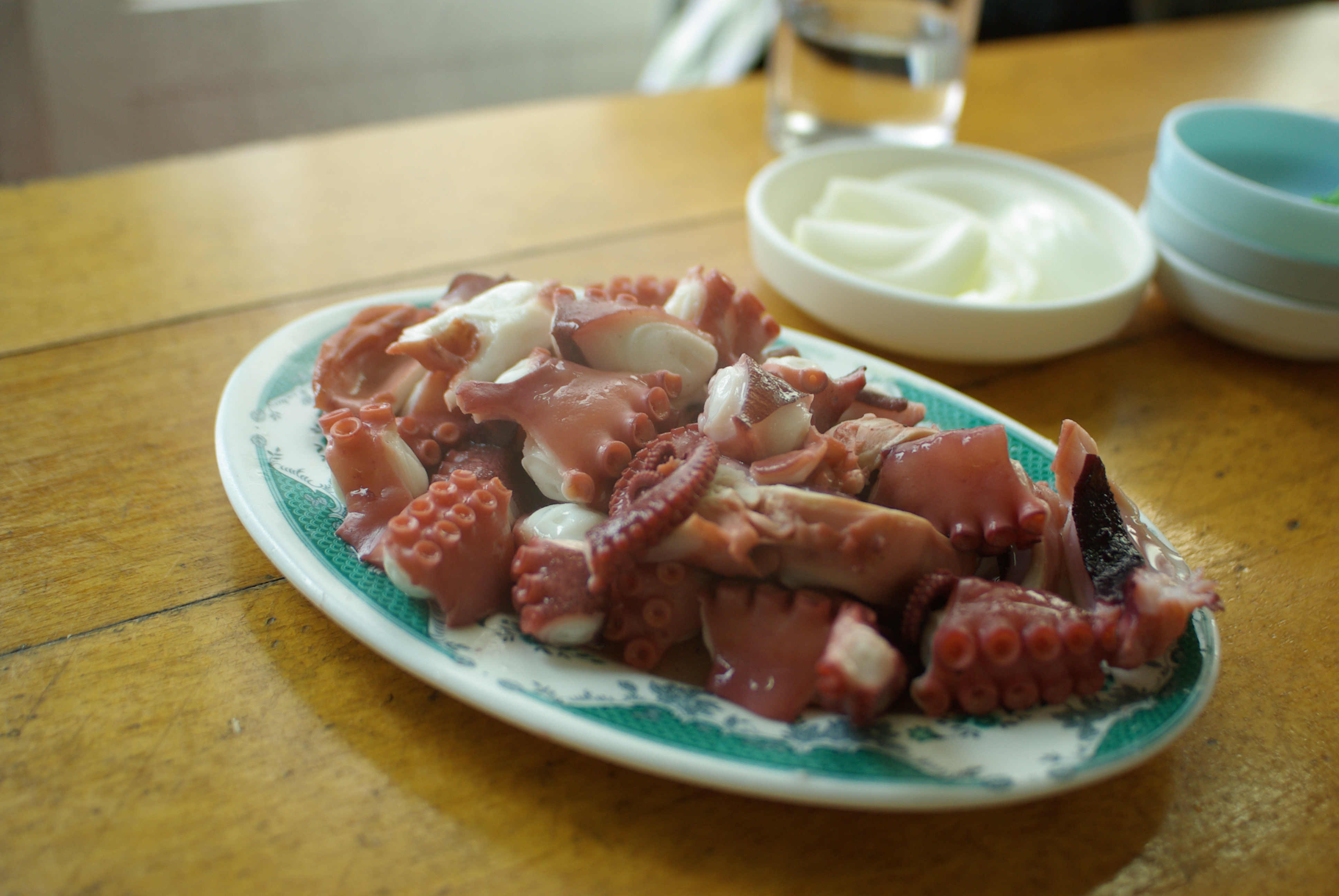
Мунео-сукхе (бланширований гігантський восьминіг Enteroctopus dofleini)
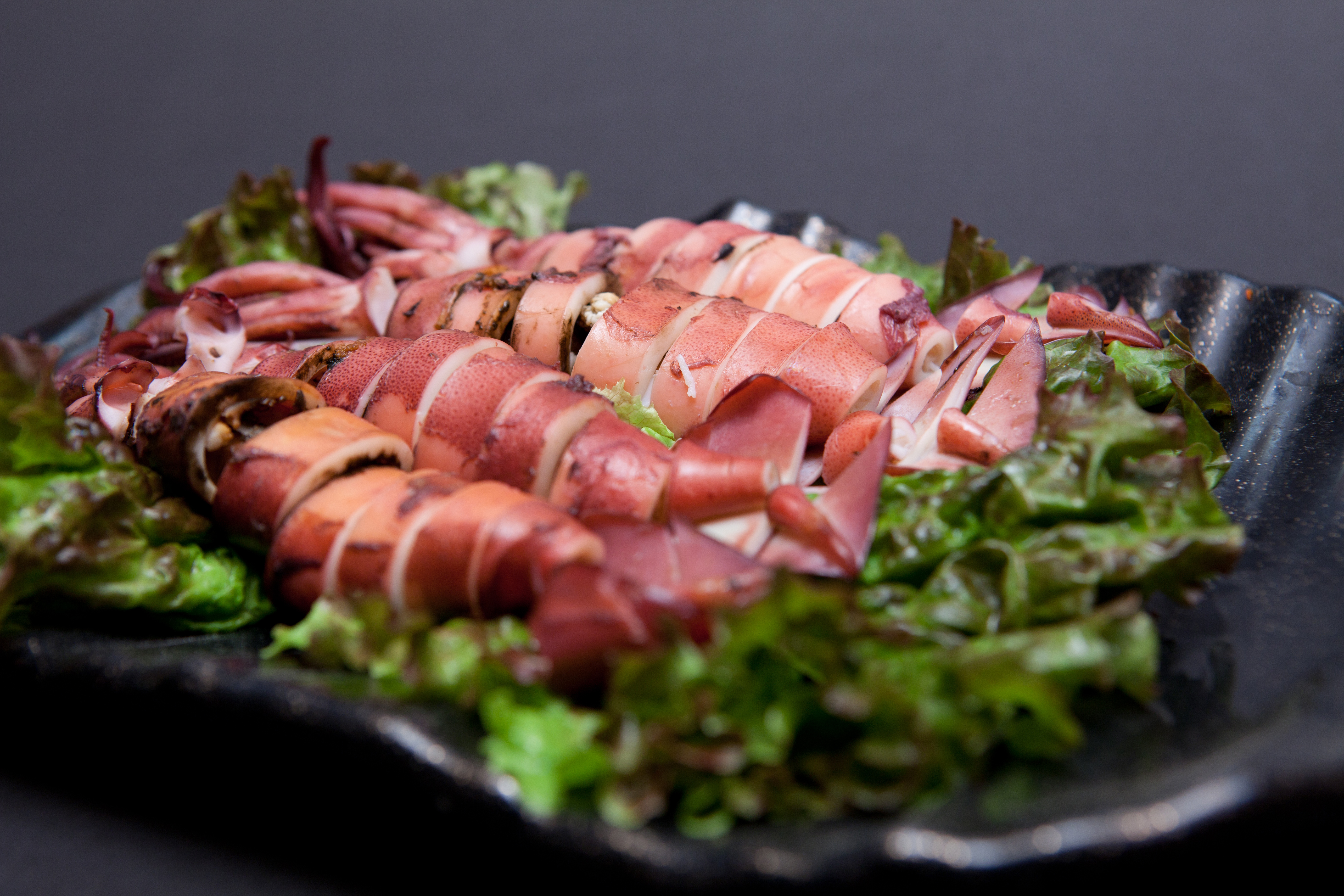
Оджінгео-сукхе (бланшований кальмар Todarodes pacificus)